# Constance Bennett
Constance Campbell Bennett (Nueva York; 22 de octubre de 1904-Fort Dix, Nueva Jersey; 24 de julio de 1965) fue una actriz estadounidense conocida tanto por su estilo como por su carrera artística. Fue una de las más luminosas estrellas de Hollywood y dejó consistentes interpretaciones que desmienten su reputación ornamental.

## Inicios
Sus padres eran el actor Richard Bennett y la actriz Adrienne Morrison; su abuelo el actor teatral de ascendencia jamaicana Morris W. Morris. Sus hermanas fueron las actrices Barbara Bennett y Joan Bennett.

## Carrera
Independiente, culta, irónica y abierta, Constance, primera de las hermanas Bennett en trabajar en el cine, actuó en cine mudo producido en Nueva York antes de tener la oportunidad de encontrarse con Samuel Goldwyn, que la llevó a su estreno en Hollywood con la película, hoy perdida, Cytherea (1924), basada en la novela de 1922 de Joseph Hergesheimer (1880-1954) Cytherea, Goddess of Love (Citerea: diosa del amor), dirigida por George Fitzmaurice y con Alma Rubens y Norman Kerry representando los otros personajes principales.
Constance Bennett abandonó una floreciente carrera en el cine mudo para casarse con Philip Plant en 1925. Tras divorciarse, coincidiendo con la llegada del sonoro, retomó su carrera (1929), y con sus rasgos delicados, su pelo rubio y su atractivo modo de vestir, se convirtió rápidamente en una popular estrella cinematográfica. 
En 1931 firmó un contrato con los estudios Warner Bros., ganando 300 000 dólares por dos películas, con lo que se convirtió en una de las estrellas mejor pagadas de Hollywood. Al siguiente año se fue a RKO Pictures, con la cual filmó What Price Hollywood? (Hollywood al desnudo) (1932), dirigida por George Cukor, una mirada irónica y al mismo tiempo trágica a los entresijos del viejo cine de estudios, en la cual consiguió su mejor actuación. En esta película era una camarera fascinada por las estrellas de cine, llamada Mary Evans. Fue acompañada por los actores Lowell Sherman y Neil Hamilton. 
Más adelante, demostró su versatilidad en Our Betters (1933); Bed of Roses (1933), con Pert Kelton; The Affairs of Cellini (El burlador de Florencia), 1934; After Office Hours (El escándalo del día), 1935, con Clark Gable; Topper (Una pareja invisible) 1937, junto a Cary Grant, un papel que repetiría en la secuela de 1939, Topper Takes a Trip; Merrily We Live (1938) y Two-Faced Woman (La mujer de las dos caras), 1941, con Greta Garbo.
En los años cuarenta Bennett trabajaba con menor frecuencia en el cine, pero actuaba a menudo en la radio y el teatro. Inversiones acertadas la hicieron rica, y fundó una compañía de ropa y de cosméticos.

## Vida personal
Bennett se casó cinco veces:
- En 1921 Bennett se fugó con Chester Hirst Morread, de Chicago, hijo de un cirujano. El matrimonio se anuló en 1923.
- Bennett se fugó nuevamente, en esta ocasión en 1925, con el millonario de la alta sociedad Philip Morgan Plant (fallecido en 1941). Se divorciaron en 1929. En 1932, Bennett se trajo de Europa un niño de tres años, a quien dijo haber adoptado y llamado Peter Bennett Plant. En 1942, sin embargo, durante una lucha sobre la herencia de su anterior marido, Bennett anunció que su hijo adoptado era realmente hijo suyo y de Plant, nacido tras el divorcio y mantenido oculto para asegurar que el padre del chico no solicitase la custodia.[2][3]
- En 1931 fue cabecera de muchas portadas al casarse con uno de los anteriores maridos de Gloria Swanson, Henri de la Falaise (1898-1972), un noble francés y director de cine. Bennett y de la Falaise fundaron Bennett Pictures Corp., y coprodujeron dos películas que fueron las dos últimas rodadas en Hollywood con el sistema de dos colores de Technicolor, Legong: Dance of the Virgins (1935), filmada en Bali, y Kilou the Killer Tiger (1936), filmada en Indochina. Se divorciaron en 1940.
- En 1941 se casó con el actor Gilbert Roland, con quien tuvo dos hijas, Lorinda y Christina (también llamada Gyl). Se divorciaron en 1946.
- En junio de 1946 Bennett se casó con el coronel y posterior general de la fuerza Aérea de los Estados Unidos John Theron Coulter (1912-1995). Tras su boda, ella se dedicó a conseguir entretenimiento para las tropas de Estados Unidos destinadas en Europa, ganando por sus servicios honores militares.

## Tras la Segunda Guerra Mundial
No rodó películas desde los primeros años cincuenta hasta 1965, cuando volvió para intervenir en el film Madame X (La mujer X), estrenada póstumamente en 1966 y en la que seguía siendo chic en el papel de la suegra de Lana Turner. Poco después de finalizarse la película, Bennett falleció por una hemorragia cerebral a los 60 años. 
Como reconocimiento a sus contribuciones militares, y como esposa de Coulter, quien para entonces era general de brigada, fue enterrada en el Cementerio de Arlington. Coulter falleció en 1995 y fue enterrado con ella.
Bennett tiene una estrella en el Paseo de la Fama de Hollywood por su contribución al cine, en el 6250 de Hollywood Boulevard, a corta distancia de la estrella de su hermana Joan.

## Filmografía
- The Valley of Decision (1916)
- Reckless Youth (1922)
- Evidence (1922)
- What's Wrong with the Women? (1922)
- Cytherea (1924)
- Into the Net (1924)
- Wandering Fires (1925)
- The Goose Hangs High (1925)
- Code of the West (1925)
- My Son (1925)
- My Wife and I (1925)
- The Goose Woman (La mujer de los gansos) (1925)
- Sally, Irene and Mary (Como las mariposas) (1925)
- The Pinch Hitter (1925)
- Married? (1926)
- Rich People (1929)
- This Thing Called Love (1929)
- Son of the Gods (1930)
- Three Faces East (Tres de cara a Oriente) (1930)
- Common Clay (1930)
- Sin Takes a Holiday (1930)
- The Easiest Way (La pecadora) (1931)
- Born to Love (1931)
- The Common Law (La diosa de Montmartre) (1931)
- Bought (1931)
- Screen Snapshots (1932) (Corto)
- Lady with a Past (1932)
- What Price Hollywood? (Hollywood al desnudo) (1932)
- Two Against the World (1932)
- Rockabye (Tentación) (1932)
- Our Betters (Nuestros superiores) (1933)
- Bed of Roses (1933)
- After Tonight (1933)
- Moulin Rouge (1934)
- El burlador de Florencia (The Affairs of Cellini) (1934)
- Outcast Lady (1934)
- After Office Hours (El escándalo del día) (1935)
- Starlit Days at the Lido (1935) (Corto)
- Everything Is Thunder (1936)
- Ladies in Love (1936)
- Daily Beauty Rituals (1937) (Corto)
- Topper (Una pareja invisible, 1937)
- Merrily We Live (1938)
- Service de Luxe (1938)
- Topper Takes a Trip (1938)
- Tail Spin (1939)
- Escape to Glory (1940)
- Law of the Tropics (1941)
- Picture People No. 2: Hollywood Sports (1941) (Corto)
- Two-Faced Woman (La mujer de las dos caras) (1941)
- Wild Bill Hickok Rides (1942)
- Hedda Hopper's Hollywood No. 5 (1942) (Corto)
- Sin Town (Los malhechores de Carsin) (1942)
- Madame Spy (1942)
- Paris Underground (…Y amaneció) (1945)
- Centennial Summer (1946)
- The Unsuspected (1947)
- Smart Woman (1948)
- Angel on the Amazon (1948)
- It Should Happen To You (1954)
- Madame X (La mujer X (1966)